# ختنه‌گاه

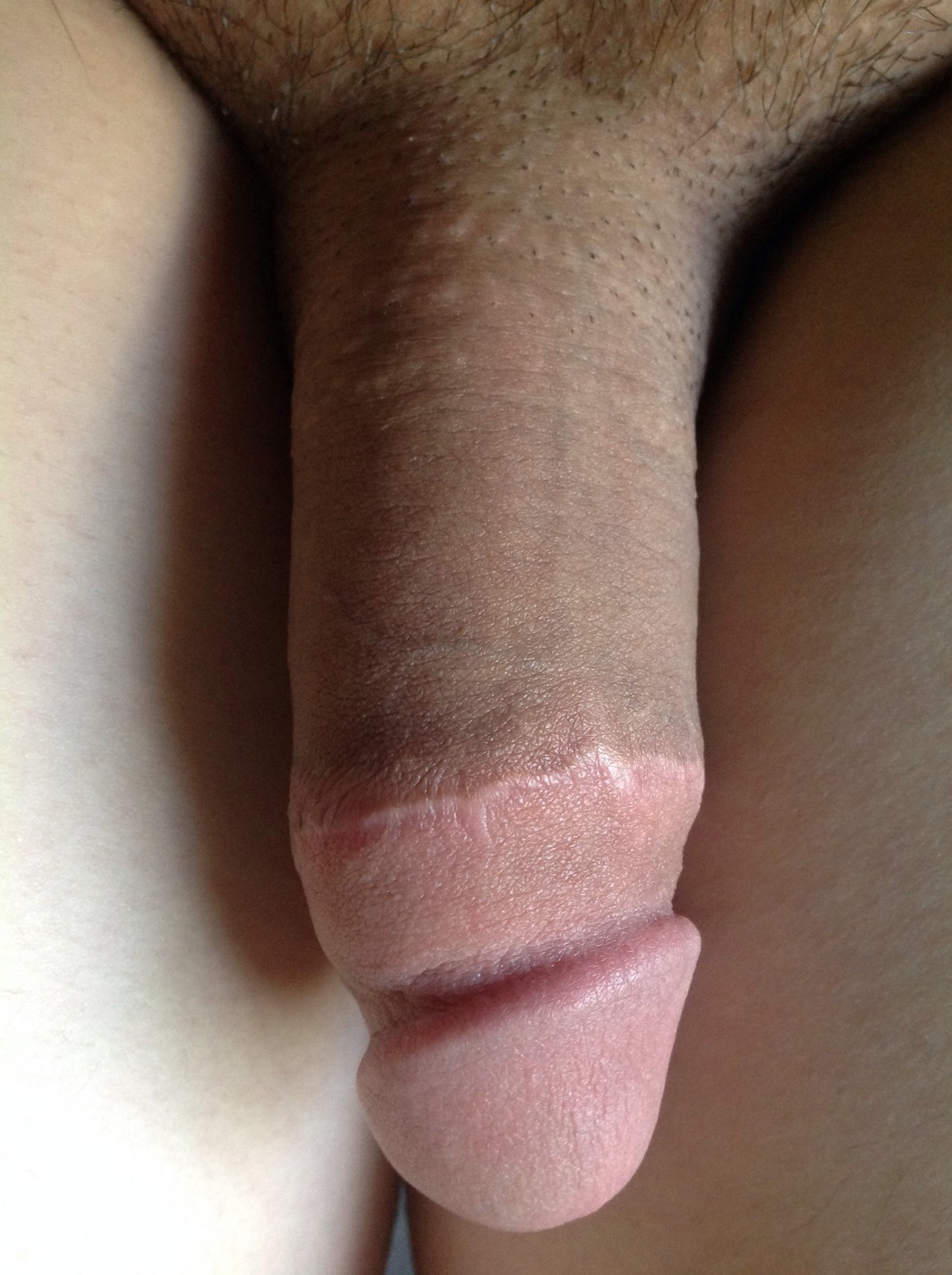
آلت ختنه‌شده

خَتنه‌گاه یا زخم ختنه به قسمتی از (آلت مردیِ) ختنه‌شده گفته می‌شود که اثر التیام‌یافتگیِ زخم جراحی ختنه بر روی آن مانده‌است.
اثر ختنه غالباً به رنگی روشن‌تر از بقیهٔ قسمت های آلت برجای می‌ماند.

## نگارخانه

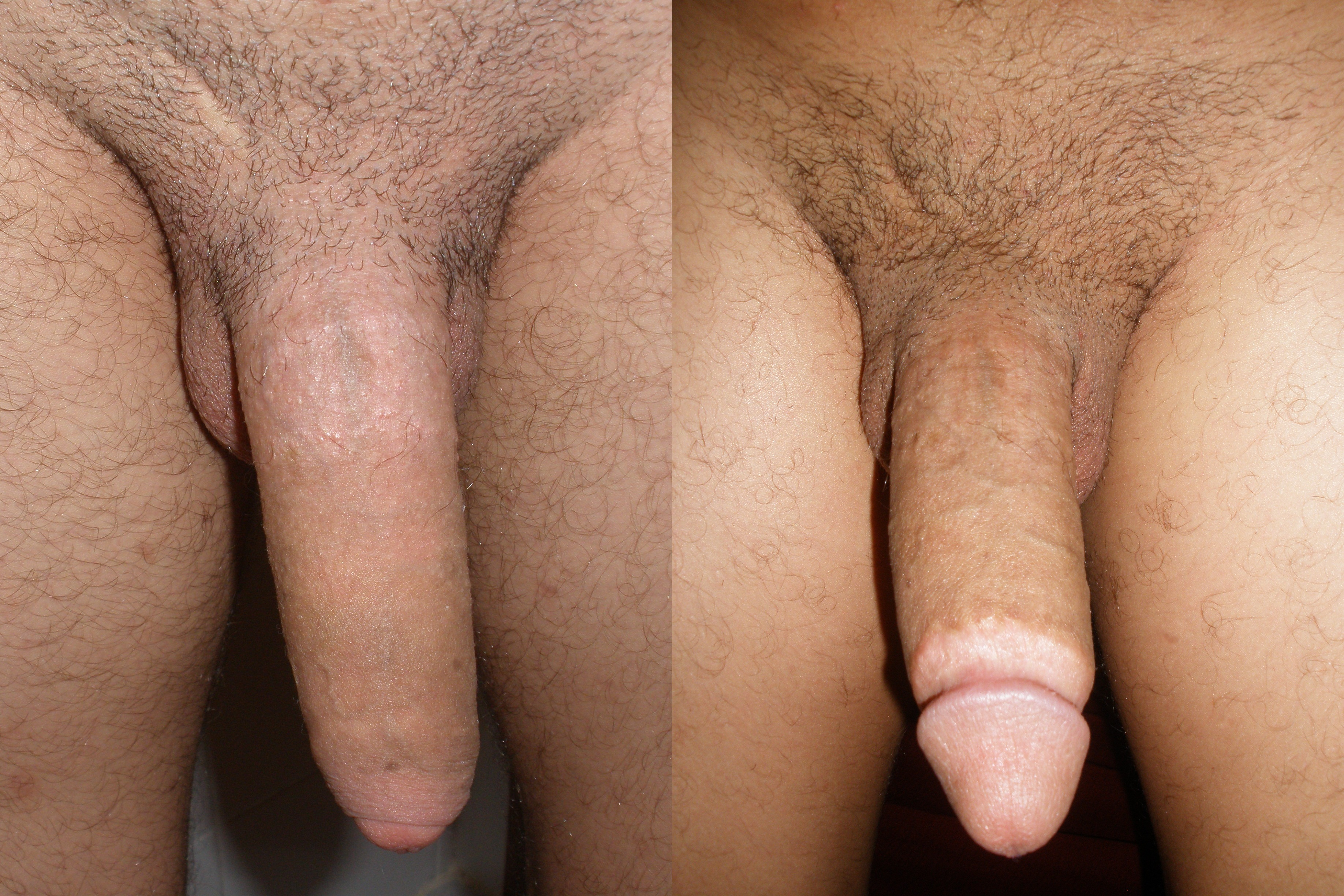
آلت مردی، پیش و پس از ختنه، در حالت برانگیخته
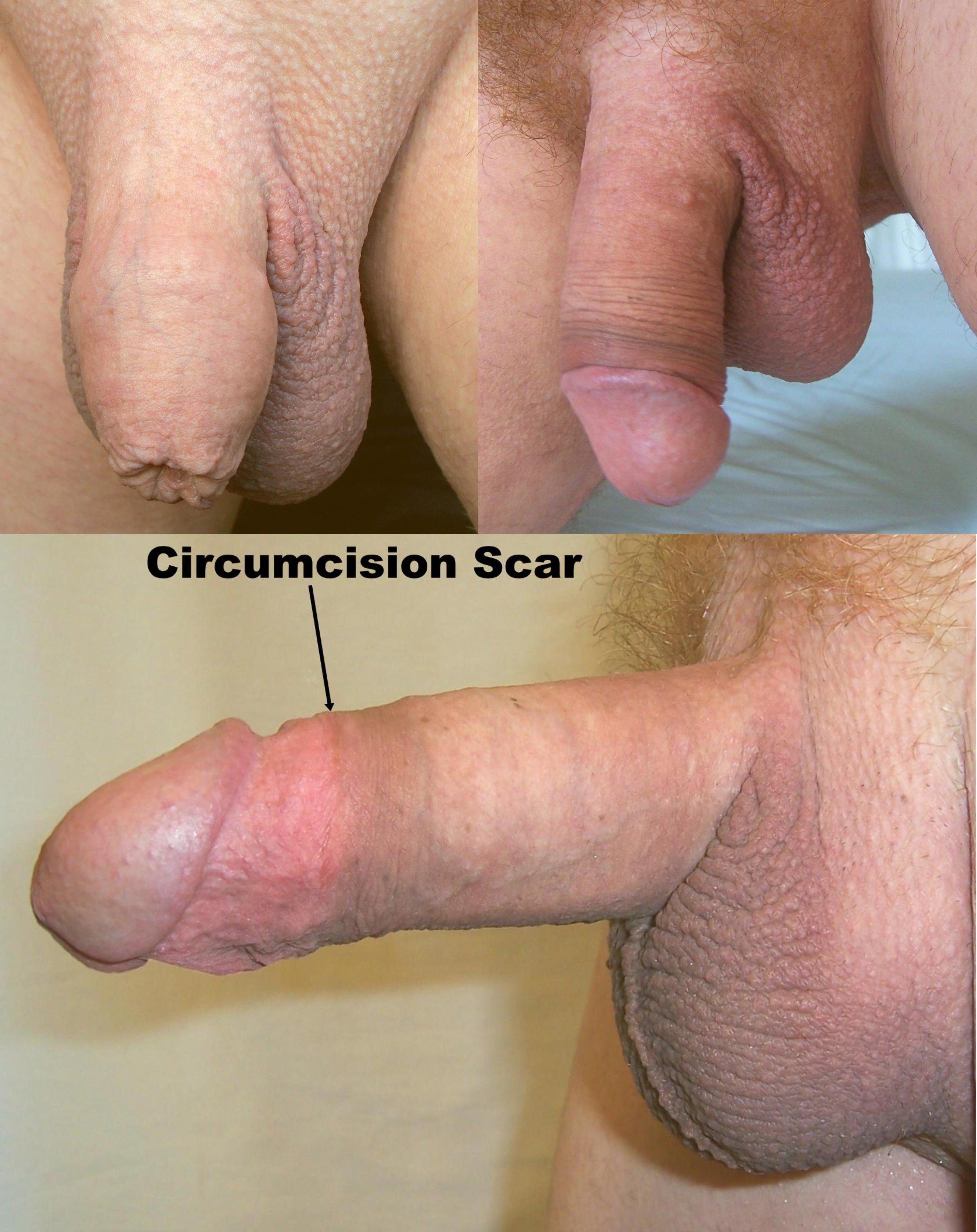
اثر زخم ختنه تا پایان عمر باقی می‌ماند.
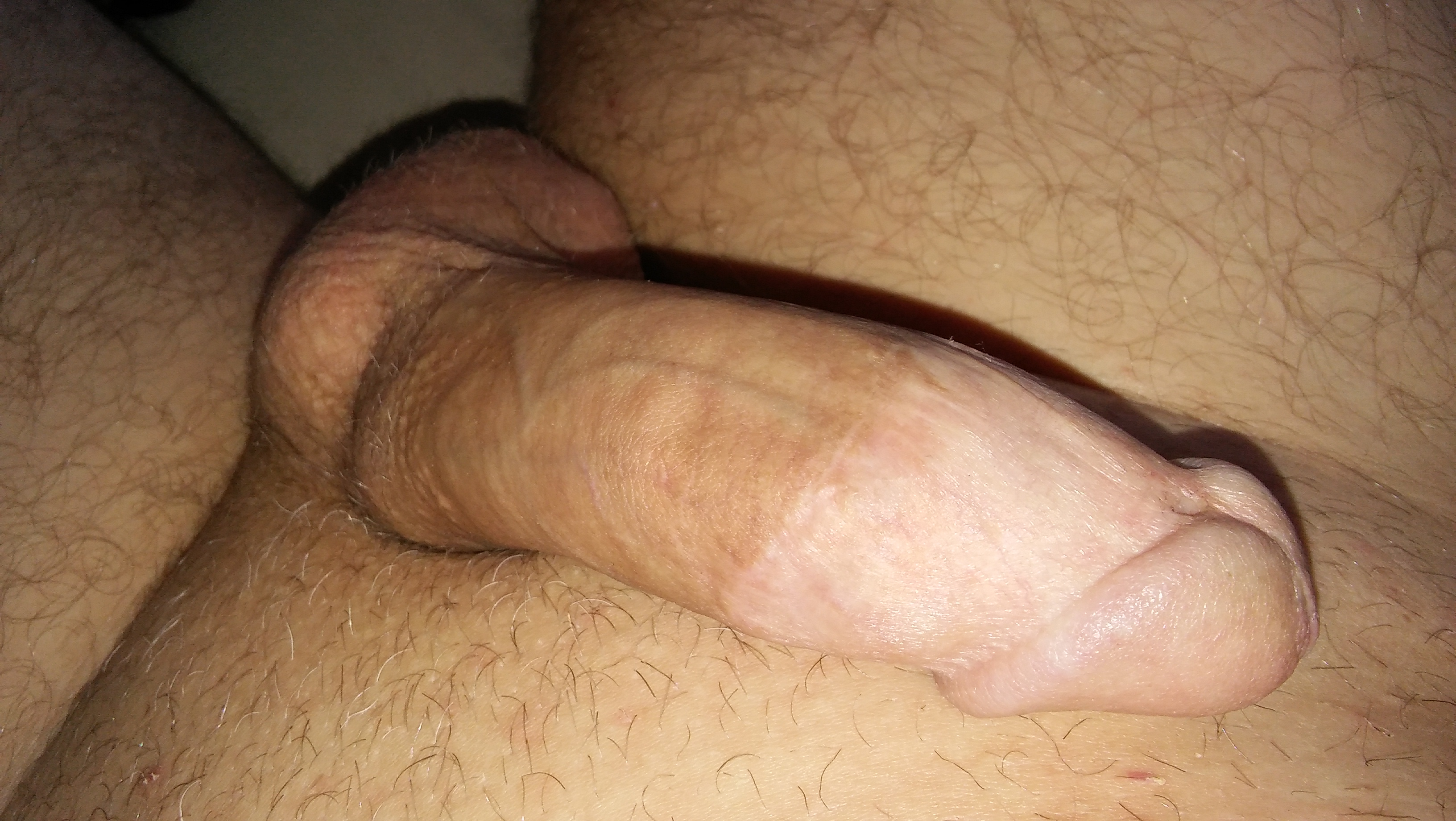
آلت تناسلی ختنه شده از نمای تحتانی